# 페리 리브스
페리 리브스(Perrey Reeves, 1970년 11월 30일 ~ )는 미국의 배우이다.

## 출연 작품

### 영화
- 올드 스쿨
- 미스터 & 미세스 스미스 - 제시 역
- 이노센스 - 에바 던햄 역
- 앙투라지 - 아리 부인 역
- 쥬라기 게임
- 코스믹 씬 - 리아 고스 역

### 드라마
- 페이머스 인 러브